# Oorlogsherdenkingsmunt 1814/1815
De Oorlogsherdenkingsmunt 1814/1815 (Duits: Kriegsdenkmünze 1814/1815) werd op 28 oktober 1816 door de regerende hertog August van Saksen-Gotha-Altenburg ingesteld ter herinnering aan de Duitse bevrijdingsoorlog waarin Napoleon I en de Franse legers werden verslagen. De medaille werd aan officieren, onderofficieren en manschappen in het Altenburgse regiment toegekend die zich tijdens de veldtocht in 1814 en 1815 hadden onderscheiden. 
De ronde bronzen medaille heeft op de voorzijde een afbeelding van een vorstenhoed en het rondschrift IM • KAMPFE • FUER • DAS • RECHT. Op de keerzijde staat de heraldische Altenburgse roos met vijf bladeren afgebeeld. Daaromheen is in reliëf een gotische versiering aangebracht in de vorm van een gestileerde kroon van wijnruit.  Het randschrift luidt * HERZOGTH. • GOTHA • UND • ALTENBURG • MDCCCXIV. MDCCCXV *. De medaille heeft een diameter van 42 millimeter en weegt 40,3 gram.
- Officieren droegen een geheel vergulde bronzen medaille.
- Onderofficieren droegen een medaille met vergulde vorstenhoed, roos, wijnruitmotief en letters. De medaille werd gedeeltelijk groen gelakt.
- Manschappen droegen een medaille met vergulde letters.

Het zijden lint was opvallend vormgegeven. Het was groen met zwarte biesen en gouden horizontale strepen. Men droeg de medaille op de linkerborst.

## Weblinks
- Abbildung des Ordens auf der Seite des DHM
- Arco Weihs op  2012